# What Is It About Me
«What is It About Me» es el vigésimo noveno sencillo en la carrera de la cantante alemana Sandra, extraído del álbum The Art of Love y publicado en mayo de 2007. Contenía dos versiones diferentes del tema «What is It About Me», más la canción «What D'Ya Think of Me», y dos versiones —una cantada en francés y otra en castellano— de «What's Left to Say» y «Silence Beside Me», tituladas «Les qu'est-ce que c'est» y «Silencio a mi lado», respectivamente. El sencillo no llegó a entrar en las listas musicales alemanas. 
En Polonia se decidió radiar «All You Zombies» como canción promocional del álbum para las estaciones de radio en vez de «What is It About Me». Alcanzó el éxito al llegar al número 13 en las listas radiofónicas polacas.
La voz masculina que acompañaba a Sandra en «What is It About Me» era la del propio productor Jens Gad, mientras que el respaldo vocal en algunos pasajes fue la de la artista estadounidense afincada en Alemania Kim Sanders.

## Sencillo
- CD maxi

1. «What is It About Me» (Radio Edit) - 3:09
2. «What is It About Me» (Lounge Edit) - 5:09
3. «What D'Ya Think of Me» - 4:32
4. «Les qu'est-ce que c'est» - 4:13
5. «Silencio a mi lado» - 3:38